# Бека (Атлантски Пиринеји)
Бека (фр. Bescat) насеље је и општина у југозападној Француској у региону Аквитанија, у департману Атлантски Пиринеји која припада префектури Олорон Сен Мари.
По подацима из 2011. године у општини је живело 274 становника, а густина насељености је износила 40,23 становника/km². Општина се простире на површини од 7 km². Налази се на средњој надморској висини од 459 метара (максималној 569 m, а минималној 335 m).

## Демографија
| 1962. | 1968. | 1975. | 1982. | 1990. | 1999. | 2011. |
| ----- | ----- | ----- | ----- | ----- | ----- | ----- |
| 266   | 236   | 274   | 268   | 278   | 252   | 274   |

График промене броја становника у току последњих година